# Запрудный (Самарская область)
Запру́дный — посёлок в Сергиевском районе Самарской области. Входит в состав сельского поселения Черновка.

## История
В 1973 году указом Президиума Верховного Совета РСФСР посёлок отделения № 6 совхоза «Серноводский» переименован в Запрудный.

## Население
| 2008 | 2010 |
| ---- | ---- |
| 4    | →4   |

## Улицы
В посёлке имеется одна улица — Школьная.